# The Libertines (album)
The Libertines is het tweede album van de Britse band The Libertines.

## Geschiedenis
In Groot-Brittannië schoot het album na zijn uitgave meteen naar nummer 1 in de hitlijsten. Verder kreeg het goede kritieken in de Britse bladen. De voorkant van het album bevat een foto van Pete Doherty en Carl Barât na de “Freedom Gig”, een optreden van de band meteen na de vrijlating van Doherty. Dit vond plaats in Chatham in Kent op 3 oktober 2003.
De opnamen van het album stonden in het teken van conflicten tussen bandleden Doherty en Barât. Evenals bij het eerste album Up the Bracket had Doherty drugsproblemen en kwam vaak niet opdagen bij opnamen. Tevens belandde hij in de gevangenis na illegaal wapenbezit. In deze periode groeiden Doherty en The Libertines steeds meer uit elkaar: vaak gebruikte de band Anthony Rossomando (nu Dirty Pretty Things) als gitarist. Ook had Doherty inmiddels zijn eigen band, Babyshambles. Het album werd toch afgemaakt en op 30 augustus 2004 uitgebracht.
De teksten van het album The Libertines zijn gedeeltelijk autobiografisch. Het openingsnummer Can't Stand Me Now gaat over de relatie tussen Barât en Doherty. Barât zingt: Have we enough to keep it together? (Kunnen we het opbrengen om door te gaan?)
Op 22 november 2004 werd het album weer uitgebracht, ditmaal met een bonus-dvd getiteld Boys in the Band. Daarop staan liveoptredens, interviews en de clip van Can’t Stand Me Now, tevens de eerste single van het album.

## Tracks
1. "Can't Stand Me Now" – 3:23
2. "Last Post on the Bugle – 2:32
3. "Don't Be Shy" – 3:03
4. "The Man Who Would Be King" – 3:59
5. "Music When the Lights Go Out" – 3:02
6. "Narcissist" – 2:10
7. "The Ha Ha Wall" – 2:29
8. "Arbeit Macht Frei" – 1:13
9. "Campaign of Hate" – 2:10
10. "What Katie Did" – 3:49
11. "Tomblands" – 2:06
12. "The Saga" – 1:53
13. "Road to Ruin" – 4:21
14. "What Became Of The Likely Lads" – 5:54